# Kill II This
Kill II This est un groupe britannique de metal industriel, originaire de Stockport, en Angleterre. Il est formé en 1996, dissous vers 2005 sous le nom de City of God et à nouveau actif depuis 2014.

## Histoire
Le groupe est formé en mars 1996 par le guitariste Mark Mynett et le batteur Jeff Singer. Le chanteur Nick Arlea et le bassiste Pete Stone sont venus compléter la formation. À l'exception d'Arlea, tous les membres avaient auparavant joué dans le groupe China Beach. Le nom du groupe, Kill II This, fait référence à Mynett qui, à l'âge de 19 ans, avait été arrêté et interné dans un hôpital psychiatrique en raison de sa consommation de stupéfiants, alors qu'il dansait nu dans un cimetière et qu'il s'imaginait parler aux morts. En juin 1997, l'album Another Cross II Bare, mixé par Colin Richardson, sort sur Hardware Records. La pochette originale de l'album est interdite au Japon et doit être modifiée. Peu de temps après, Andy Whitehead rejoint le groupe en tant que nouveau bassiste. En juin 1997, ils font également une tournée européenne avec Grip Inc. et Skinlab. En automne, le groupe joue avec Megadeth, tout en jouant également avec Testament. Le groupe joue également en live avec Annihilator. À cette occasion, les deux groupes jouent également avec Dearly Beheaded à Munich. Plus tard, le travail préparatoire pour le prochain album commence avec le producteur Andy Sneap. En avril 1998, Caroline Campbell rejoint le line-up en tant que nouvelle bassiste, et se produit pour la première fois en live avec le groupe en première partie de Stuck Mojo durant l'été de la même année. Après cela, Arlea quitte le groupe et est remplacée par le chanteur Patt Pollock . Après la sortie de l'album Deviate en 1998 via Visible Noise , le groupe partit en tournée avec, depuis la fin de l'année, Ben Calvert, âgé de 17 ans , qui remplaçait Singer à la batterie. Le groupe joue avec Anthrax, joue avec Soulfly en Grande-Bretagne et fait une tournée en Europe avec Entombed. En 1999, le groupe joue également avec My Ruin. 
Après une tournée en Grande-Bretagne en 2000 avec Earthtone9 et Linea 77, le groupe donne des concerts avec Slipknot lors de leur première tournée européenne. En juillet 2000, le groupe faisait partie de la programmation du Lost Weekend Festival de Londres. 48 heures plus tôt, Calvert avait quitté le groupe et Jay Micciche du groupe Vacant Stare l'avait remplacé. Le batteur permanent devient Steve Rooney à l'été 2000. En automne de cette année-là, le groupe part en tournée avec Brutal Deluxe et les Lostprophets. Après cela, Campbell se sépare du groupe lors d'une dispute, après quoi Stone revient dans le line-up. Sur le troisième album Trinity, à nouveau produit par Sneap et sorti la même année, Burton C. Bell est invité à chanter sur la chanson Two Tribes de Frankie Goes to Hollywood.
Aux platines, on retrouve Ross Stone de Vacant Stare. Au milieu de l'année 2001, le groupe participe au Graspop Metal Meeting[8]. En août de la même année, on apprenait que Visible Noise se sépare du groupe, avant que Pollock n'annonce son départ peu de temps après. Le 26 novembre 2001, le nouveau chanteur Phil Bretnall est présenté. Après avoir joué avec Devin Townsend et Godflesh en Grande-Bretagne en décembre, Kill II This fait la première partie de SOiL au Camden Underworld en janvier 2002. La prochaine tournée en Grande-Bretagne est effectuée avec Fear Factory, puis il y a de nouveaux concerts avec Slipknot en Europe. En 2003, le groupe sort l'album Mass. [Down.]-Sin. (Drone.), aussi produit par Sneap. Après avoir joué avec Anthrax et Type O Negative en Grande-Bretagne, ils font une tournée au Royaume-Uni avec Area 54 en septembre 2003. Ensuite, ils jouent avec Machine Head en Europe, suivis par d'autres en Europe avec Slitheryn et Dagoba. Au printemps 2004, Mark Mynett annonce que le cinquième album du groupe serait le dernier. À partir d'octobre 2004, le groupe se rebaptise City of God, ce qui donne lieu à la sortie de l'album A New Spiritual Mountain, qui est achevé en janvier 2005. Le groupe est composé, outre Mynett, du batteur Jeff Singer, du chanteur Simon Gordon et du bassiste Tim Preston. Un clip vidéo est réalisé en février 2005 pour la chanson God Kills America, suivi d'un second en mai pour When Broken Glass Floats. Le groupe ne part pas en tournée pour promouvoir le disque, mais se sépare.
En 2014, Singer, Mynett et Stone réactivent Kill II This, Simon Gordon reprenant le chant. Après s'être produit à La Fiesta du rock en Belgique et au Bloodstock Open Air, le groupe part en tournée au Royaume-Uni à l'automne 2016.

## Style musical
Joel McIver, dans son livre The Next Generation of Rock and Punk Nu-Metal, classe le groupe dans la « new wave of British nu-metal ». Martin Popoff, dans son livre The Collector's Guide of Heavy Metal Volume 4 : The '00s, écrit sur Mass. [Down.]-Sin. (Drone.), qu'il mélange le rock gothique, l'industriel, le black metal progressif, un peu de nu metal et les grooves linéaires de Paradise Lost. D'autre part, le groupe sonne également comme un mélange de Slipknot et de Stuck Mojo. Popoff résume la musique dans son ensemble comme du metal progressif futuriste.
Matthias Weckmann du Metal Hammer constate que l'on pouvait encore trouver des influences neo-thrash sur le premier album, de sorte que la comparaison avec l'époque précédente de China Beach était évidente. Mais cette comparaison n'est plus valable pour Deviate, qui utilise désormais des guitares industrielles. Lors de l'interview avec Weckmann, Mynett explique ce changement de style par le fait qu'auparavant, ils étaient souvent comparés à Machine Head et Pantera, mais qu'ils ne pouvaient pas égaler ces groupes. Comme il ne trouvait plus rien d'innovant dans le domaine du metal, il s'est intéressé alors de plus près à la musique électronique. Weckmann résume Deviate comme suit : « Les guitares ronronnent comme des turbines, les voix de fond féminines offrent un contrepoint génial aux sons durs du nouveau chanteur Mat Pollock et les samples soutiennent l'énergie inarrêtable des chansons qui, qualitativement, n'ont même pas à craindre les leaders du genre Fear Factory. »
Uwe « Buffo » Schnädelbach du Rock Hard écrit dans sa critique de Another Cross II Bare que l'on pouvait y entendre du « power/thrash metal brutal, au groove généralement meurtrier », ce qui rappelle souvent Machine Head ou Pantera. Le chant n'est pas seulement « agressif », mais le chanteur peut aussi chanter convenablement. Deux ans plus tard, Wolfgang Schäfer constate dans sa critique de Deviate que le groupe se situe depuis sa création dans le domaine industriel. Le groupe a un flair particulier pour les mélodies accrocheuses. Comme base, il utilise « des guitares grasses mises en scène et produites dans les règles de l'art, des grooves croustillants et des rythmes de rap, sur lesquels sont empilés divers gadgets électroniques, des scratches et des chœurs féminins aux accents soul ». Le groupe parvient à trouver le juste milieu entre dureté et mélodie, tout en étant une « version légèrement plus modérée et mélodique de Machine Head et Clawfinger ».
Trois numéros plus tard, le Rock Hard écrit que Deviate convenait aux personnes déçues par Obsolete de Fear Factory et que l'album pouvait même rivaliser avec Demanufacture. Dans l'ensemble, le groupe joue un « mélange de metal industriel et de thrash dopé par des scratches et des boucles ». Dans l'interview accordée au magazine, Mynett indique que toutes les chansons de l'album parlent d'isolement, de solitude, de désespoir et de colère. Son enfance l'a fortement marqué, car ses parents faisaient le commerce d'appareils de crémation, si bien qu'il a souvent joué dans les cimetières et développe ainsi un intérêt pour des choses comme la littérature violente. Dans une autre édition, Schnädelbach fait la critique de Trinity et classe le groupe parmi les « meilleurs groupes de metal moderne/nu metal d'Europe », la musique se distinguant avant tout par son originalité, en évitant notamment de copier des groupes comme Fear Factory. Dans ses chansons, le groupe utilise des boucles et des samples et se base sur un mélange de « grooves saturés et de mélodies accrocheuses ». Wolfram Küper, dans sa critique de Mass. [Down.]-Sin. (Drone.) constate que le groupe ne pouvait pas être classé dans une catégorie précise et que le terme le plus approprié pour le décrire était celui de crossover. Le groupe combine le thrash metal classique, le nu metal et l'industriel ainsi que des éléments acoustiques, symphoniques et orientaux. À cela s'ajoute un chant varié. Ils ont ainsi créé un « album moderne intéressant, créatif et varié ».

## Discographie
- 1996 : Kill II This (démo)
- 1997 : Another Cross II Bare (album, Hardware Records)
- 1998 : Deviate (album, Visible Noise)
- 2000 : Trinity (album, Visible Noise)
- 2003 : Mass. [Down.]-Sin. (Drone.) (album, M10 Records)
- 2005 : A New Spiritual Mountain (album, Digital Requiem Records) (sous le nom de City of God)